# Peștera Calului (Munții Trascău)
Peștera Calului este o peștera activă, de mici dimensiuni din Munții Trascău, grupare montană a Apusenilor.

## Localizare
Peștera se află pe teritoriul satului Necrilești,  comuna Întregalde județul Alba, în partea centrală a Munților Trascău, pe Platoul Ciumerna, în bazinul hidrografic al râului Galda. Se poate ajunge pe drumul județean Alba Iulia- Întregalde. De aici, pe drumul forestier până în cătunul Necrilești (5 km), apoi pe jos sau cu o mașină de teren înca 2 km până pe Platoul Ciumerna. Ea se află la mai puțin de 1 km de Peștera Bisericuța. Peștera este localizată la 46°11′41″N 23°20′31″E / 46.19472°N 23.34194°E

## Descriere
Intrarea este situată la baza unui perete de stâncă, un rest de dolină  prăbușită. Are forma triunghiulară înaltă de 8 m cu baza de 2 m. Pe gura peșterii pătrunde un fir de apă rezultat din câteva izvoare situate în apropiere. Apa se pierde printre bolovanii podelei după câțiva metri de la intrare.  Galeria e puternic descendentă și după 20 m face o spirală terminându-se prin colmatare cu bolovani. În anumite perioade ale anului, probabil datorită diferenței de temperatură se formează un curent de aer destul de puternic printre bolovanii care colmatează galeria, dovada unei rețele subterane voluminoase. Peștera mai are un mic horn care se înfunda și el cu prăbușiri.
Nu are formațiuni carstice spectaculoase, dar peștera are un important potențial de dezvoltare. Platoul Ciumerna adăpostește cu siguranță câțiva zeci de km de galerii care-și asteaptă exploratorii. 

## Istoric
Peștera a fost găsita, explorată și cartată de Viorel Ludușan în 1968. Câțiva ani mai târziu, Clubul Polaris Blaj organizează o tabără de decolmatări la Peștera Calului fără rezultate notabile. 

## Arheologie
În peșteră nu au fost făcute săpături arheologice sistematice, dar locul poate oferi surprize.

## Fauna
Am identificat exemplare de Myotis myotis,  și Limonia nubeculoasa.

## Condiții de vizitare
Peștera este ușor de parcurs, necesită surse de iluminat.